# Перервинцівська сільська рада
Пере́рвинцівська сільська́ ра́да — адміністративно-територіальна одиниця та орган місцевого самоврядування у Драбівському районі Черкаської області. Адміністративний центр — село Перервинці.

## Загальні відомості
- Населення ради: 898 осіб (станом на 2001 рік)

## Населені пункти
Сільській раді підпорядковані населені пункти:
- с. Перервинці
- с-ще Козорізи

## Склад ради
Рада складається з 14 депутатів та голови.
- Голова ради: Вареник Петро Дмитрович
- Секретар ради: Ткаченко Іван Кирилович

### Керівний склад попередніх скликань
| Прізвище, ім'я, по батькові | Основні відомості                                                                                  | Дата обрання | Дата звільнення |
| --------------------------- | -------------------------------------------------------------------------------------------------- | ------------ | --------------- |
| Солопенко Ганна Михайлівна  | Сільський голова, 1957 року народження, член Народної партії                                       | 26.03.2006   | 31.10.2010      |
| Дробот Ганна Михайлівна     | Сільський голова, 1960 року народження, освіта вища, член Всеукраїнського об'єднання «Батьківщина» | 31.10.2010   | 01.10.2013      |
| Вареник Петро Дмитрович     | Сільський голова, 1951 року народження, освіта середня спеціальна, член Партії регіонів            | 25.05.2014   |                 |

Примітка: таблиця складена за даними сайту Верховної Ради України

### Депутати
За результатами місцевих виборів 2010 року депутатами ради стали:

#### За суб'єктами висування
| Суб'єкт висування                                       | Кількість обраних депутатів | %    |
| ------------------------------------------------------- | --------------------------- | ---- |
| Політична партія Всеукраїнське об'єднання «Батьківщина» | 10                          | 71,4 |
| Самовисування                                           | 4                           | 28,6 |

#### За округами
| № округу                                                | Прізвище, ім'я, по батькові   | Дата визнання обраним | Освіта             | Партійна приналежність                        | Відомості про обраного депутата                              |
| ------------------------------------------------------- | ----------------------------- | --------------------- | ------------------ | --------------------------------------------- | ------------------------------------------------------------ |
| Політична партія Всеукраїнське об'єднання «Батьківщина» |                               |                       |                    |                                               |                                                              |
| 1                                                       | Пучка Людмила Петрівна        | 04.11.2010            | вища               | член Всеукраїнського об'єднання «Батьківщина» | СТОВ АФ «Колос», продавець                                   |
| 3                                                       | Пучка Валентина Олександрівна | 04.11.2010            | середня            | позапартійна                                  | "Торговий Дім"ВАТ, продавець                                 |
| 4                                                       | Черкезова Світлана Василівна  | 15.11.2010            | середня            | член Всеукраїнського об'єднання «Батьківщина» | тимчасово не працює                                          |
| 5                                                       | Ткаченко Іван Кирилович       | 04.11.2010            | середня            | член Всеукраїнського об'єднання «Батьківщина» | тимчасово не працює                                          |
| 6                                                       | Пузик Юлія Вікторівна         | 04.11.2010            | середня            | позапартійна                                  | Приватне підприємсто, продавець                              |
| 9                                                       | Забіла Вікторія Миколаївна    | 04.11.2010            | середня            | позапартійна                                  | Приватне підприємсто, директор                               |
| 10                                                      | Івко Володимир Іванович       | 04.11.2010            | середня            | член Всеукраїнського об'єднання «Батьківщина» | тимчасово не працює                                          |
| 11                                                      | Забіла Василь Олексійович     | 04.11.2010            | вища               | позапартійний                                 | Драбівське УЕГГ, оператор                                    |
| 12                                                      | Максименко Микола Васильович  | 17.11.2010            | середня            | позапартійний                                 | тимчасово не працює                                          |
| 14                                                      | Батрак Олексій Васильович     | 15.11.2010            | середня            | позапартійний                                 | тимчасово не працює                                          |
| Самовисування                                           |                               |                       |                    |                                               |                                                              |
| 2                                                       | Пучка Наталія Дмитрівна       | 15.11.2010            | вища               | член Партії регіонів                          | Перервинцівська сільська рада, секретар                      |
| 7                                                       | Шевченко Віра Миколаївна      | 04.11.2010            | середня спеціальна | член Партії регіонів                          | Перервинцівський фельдшерсько-акушерський пункт, завідувачка |
| 8                                                       | Козоріз Наталія Володимирівна | 15.11.2010            | середня спеціальна | член Партії регіонів                          | Перервинцівський фельдшерсько-акушерський пункт, акушер      |
| 13                                                      | Вареник Петро Дмитрович       | 04.11.2010            | середня спеціальна | член Партії регіонів                          | СТОВ "ЗК «Хорс», бригадир тракторної бригади                 |